# Subprefectura d'Ishikari
La subprefectura d'Ishikari (石狩振興局 Ishikari-shinkō-kyoku) és una subprefectura d'Hokkaido. La seua capital és la ciutat de Sapporo, la capital d'Hokkaido.

## Geografia
La subprefectura limita amb les subprefectures de Rumoi, Sorachi, Iburi i Shiribeshi.

### Municipis
| |           |          |          |
| \| Municipi \| Població \| Extensió \| Densitat \| \| ------------- \| --------- \| -------- \| -------- \| \| Chitose \| 96.475 \| 594,50 \| 162 \| \| Ebetsu \| 119.086 \| 187,57 \| 630 \| \| Eniwa \| 68.883 \| 294,87 \| 233,60 \| \| Ishikari \| 55.755 \| 721,86 \| 81 \| \| Kitahiroshima \| 58.918 \| 118,54 \| 500 \| \| Sapporo \| 1.957.914 \| 1.121,26 \| 1.700 \| \| Shinshinotsu \| 3.235 \| 78,24 \| 41 \| \| Tōbetsu \| 16.694 \| 422,71 \| 39 \| \| Total \| 2.334.241 \| 3.539,86 \| 659,42 \| |           |          |          |
| Municipi | Població  | Extensió | Densitat |
| Chitose | 96.475    | 594,50   | 162      |
| Ebetsu | 119.086   | 187,57   | 630      |
| Eniwa | 68.883    | 294,87   | 233,60   |
| Ishikari | 55.755    | 721,86   | 81       |
| Kitahiroshima | 58.918    | 118,54   | 500      |
| Sapporo | 1.957.914 | 1.121,26 | 1.700    |
| Shinshinotsu | 3.235     | 78,24    | 41       |
| Tōbetsu | 16.694    | 422,71   | 39       |
| Total | 2.334.241 | 3.539,86 | 659,42   |

## Història
- 1897: Es crea la subprefectura de Sapporo.
- 1922: La subprefectura de Sapporo es renombrada com a subprefecura d'Ishikari.
- 1996: La vila d'Hiroshima es converteix en la ciutat de Kitahiroshima, dissolent el districte de Sapporo.